# Tutunamayanlar
与社会脱节（土耳其語：Tutunamayanlar）是Oguz Atay的第一部小说。Oguz Atay是土耳其最杰出的作家之一。它写于1970年至1971年，并于1972年出版。虽然这本书在他的一生中从未重印过，并且在评论家中引起争议，但自从1984年新版本出版以来，它已经成为畅销书。它被描述为“可能是二十世纪土耳其文学最杰出的小说”。这一说法源于联合国教科文组织的一项调查，该调查继续写道：“因为这本书万花筒般的俗语，庞大的规模，即使是最熟练的翻译人员也会面临巨大的挑战。”到目前为止，只出版了两本翻译，在荷兰语译为《Het leven in Stukken》（中文：生活碎片），在德语译为《Die Haltlosen》（通常指“不稳定”或“没寄托”，但这里是土耳其语的字面翻译），在英语译为《The Disconnected》。
这部小说戏弄土耳其资产阶级的既定规范，这种风格只有那些“与社会脱节”的人才能同情。

## 书名
书名Tutunamayanlar是一个名词，来源于动词tutunmak（中文：抓住某样东西）。中缀-ama-表示的否定增加了“不能够，无能为力”的含义，但同时又有一种不情愿的含义。作为名词，这个词是Atay创造的新词; 小说的流行使这个词进入土耳其语。

## 故事梗概
某天早上，图尔古特（Turgut Özben）起床后在日报上看到塞利姆（Selim Işık）自杀的消息。
他们曾在大学期间念土木工程师专业时相遇，但是自从图尔古特结婚后就失去了联系。尽管他们在学生时代决定永远不会屈服于资产阶级的生活方式和社会的期望，但是图尔古特发现自己已经结婚，并且是一个有两个女儿的父亲，以及一个每天在办公室工作的工程师。
由于图尔古特对于塞利姆死亡的消息感到震惊，他开始重新考虑自己的生活：他是如何达到如今的地步？ 他回忆起他对塞利姆的往事，他们在一起的日子，他们的谈话和辩论，从而得出结论的是他从未真正了解塞利姆。为了找出真正的他以及驱使他自杀的原因，他试图追踪他朋友的过去，通过塞利姆认识的人了解他。他们之间互不相识，因为塞利姆从来不喜欢介绍自己的朋友，甚至将他们之间严格分开。随着图尔古特与这些人交谈内容的深入，塞利姆给每个人展现的不同方面会在图尔古特和读者的眼中变得清晰。小说中有很多人物，但每一个人物实际上都是塞利姆生活中的人。
图尔古特越努力进入塞利姆的世界，他越是远离自己的生活习惯。

## 语言变体
土耳其语在1920年代期间经历过语言改革。除了阿拉伯字母将被拉丁字母替代，大量的阿拉伯语和波斯语单词及其语法结构将被相应的纯土耳其语(Öz Türkçe)的单词替代。这些单词通常借用土耳其语中的方言，或中亚的突厥语种，如鞑靼语。
这种语言改革政策产生了两种平行的土耳其语变体，两者都具有高度的意识形态色彩。纯土耳其语与左翼进步运动有关，而阿拉伯语波斯风味的土耳其语与保守派有关。 此外，亲西方人喜欢在土耳其语夹杂法国单词，后来法语被英语替代。在1970年代的两极化社会中，几乎没有人能使用意识形态中立的语言，任何人试图表达东西，被迫在纯土耳其语或阿拉伯语波斯风味的土耳其语之间之间做出选择。
在《与社会脱节》中，除了纯正的土耳其语和更多的阿拉伯波斯风味的土耳其语，还有在前几个世纪使用奥斯曼官方文本，几乎没有一个现代土耳其语单词。有一篇半古代突厥語的文本，其语言属于在8世纪居住中亚的古突厥人，他们被认为是所有土耳其人的祖先。有一些糟糕翻译法语片段，文中的土耳其语充满了土耳其化的法语单词。
由于土耳其语有不同语言变体，在翻译当中很难在其他语言找到相应的变体，这显然是翻译过程中最大的挑战之一。